# Solaire tsunami

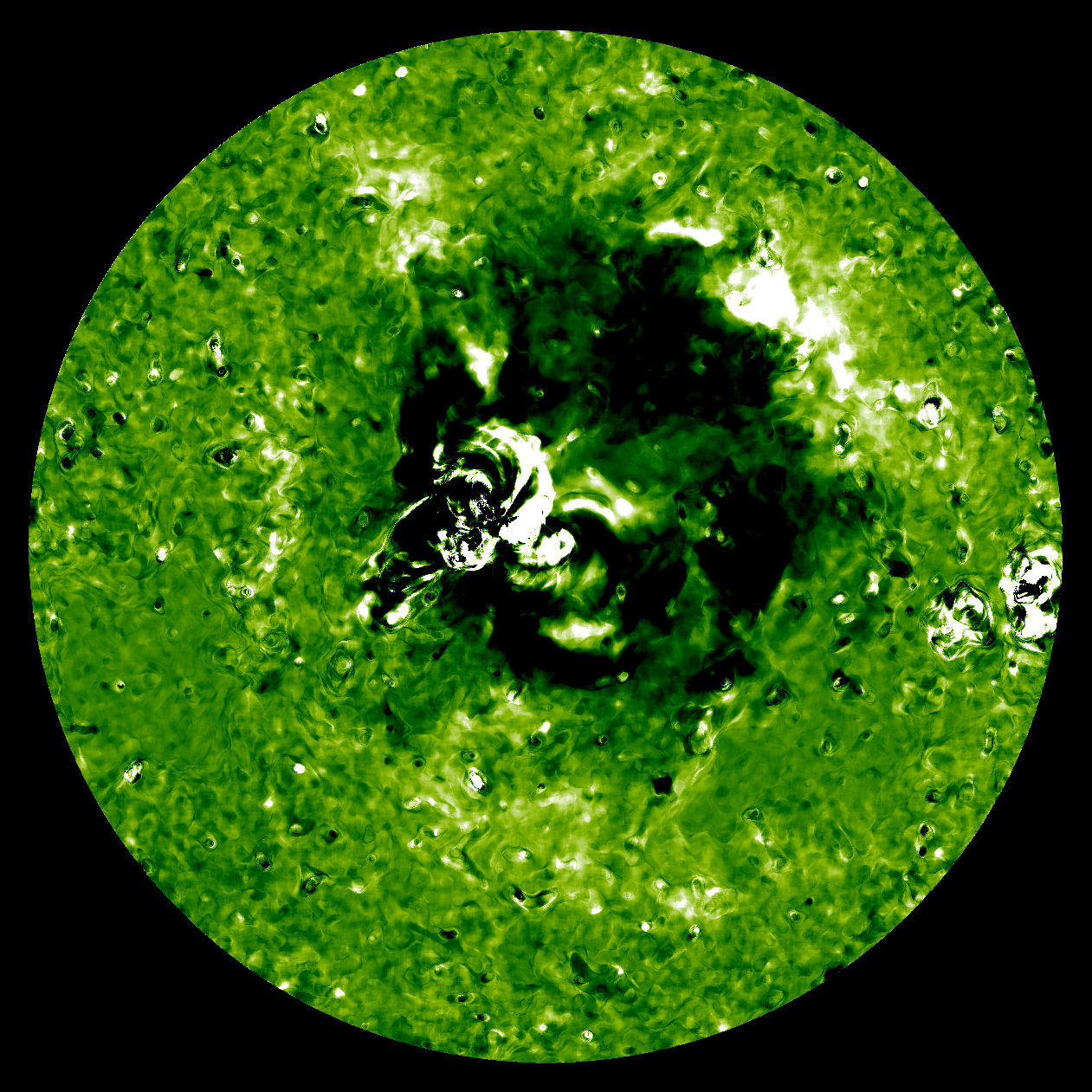
Solaire Tsunami

Een solaire tsunami of moretongolf is een verschijnsel dat kan optreden als gevolg van zonnevlammen. Ze kunnen worden omschreven als het chromosferische kenmerk van op grote schaal plaatsvindende coronale schokgolven. Deze schokgolven doen denken aan een tsunami.
Het verschijnsel is vernoemd naar de Amerikaanse astronoom Gail Moreton, die werkzaam was aan het Lockheed Martin Solar and Astrophysics Laboratory en in 1959 het verschijnsel voor het eerst omschreef.
Solaire tsunami’s kunnen snelheden bereiken van 500 tot 1500 kilometer per uur. Ze zijn het beste waar te nemen in de H-alpha-band.